# Comuna Esbjerg (1970-2006)
Esbjerg (Esbjerg Kommune) a fost o comună din comitatul Ribe Amt, Danemarca, care a existat între anii 1970-2006. Comuna avea o suprafață totală de 220,91 km² și o populație de 82.396 de locuitori (în 2004), iar din 2007 teritoriul său face parte din comuna Esbjerg.